# Andrzej Wouters
Andrzej Wouters (ur. 1542, zm. 9 lipca 1572 w Gorkum) – holenderski ksiądz, jeden z męczenników z  Gorkum i święty Kościoła katolickiego. Był proboszczem parafii w Heinenoord (gm. Binnenmaas).